# Coregonus huntsmani
Coregonus huntsmani је зракоперка из реда Salmoniformes.

## Угроженост
Ова врста се сматра рањивом у погледу угрожености врсте од изумирања.

## Распрострањење
Ареал врсте је ограничен на једну државу. 
Канада је једино познато природно станиште врсте, тачније провинција Нова Шкотска.

## Станиште
Станиште врсте су слатководна и морска подручја.